# 立新村东遗址
立新村东遗址，位于中国青海省刚察县泉吉乡立新村，为青海省市县级文物保护单位，公布日期为1983年6月5日，类型为古遗址。
立新村东遗址的历史年代为卡约文化。